# Netzlänge
Als Netzlänge wird die Länge eines Verkehrsnetzes bezeichnet. Dies kann sich auf unterschiedliche Verkehrsmittel beziehen und kann je nach Abgrenzung auf verschiedene Arten ausgedrückt werden, so etwa als Streckenlänge, als Linienlänge oder als Gleislänge.

## Streckenlänge
Die Streckenlänge bezeichnet die Summe der Längen aller Strecken, wie etwa Eisenbahnstrecken, Flugstrecken oder Straßenabschnitte. Diese ist somit die Gesamtlänge der genutzten Verkehrsinfrastruktur. Jede Strecke wird unabhängig einer eventuellen Befahrung durch mehrere Linien, einer Mehrstreifigkeit, oder Mehrgleisigkeit nur einfach gezählt.

## Linienlänge
Im Linienverkehr kann die Netzlänge auch als Linienlänge angegeben werden. Diese wird als Summe der Länge aller Linien eines Verkehrssystems berechnet. Strecken, die von mehreren Linien gemeinsam genutzt werden, werden somit mehrfach gezählt. Die Linienlänge ist daher immer größer oder gleich der Streckenlänge. Ausnahmen sind Netze mit ausgedehnten Betriebsstrecken oder ungenutzte Strecken, die zwar theoretisch noch zum Netz gehören, aber nicht mehr von Linien befahren werden.

## Gleislänge
Im schienengebundenen Verkehr wird auch die Gleislänge als Maß für die Netzlänge angegeben. Hierbei wird die Länge aller Gleisanlagen eines Verkehrsnetzes angegeben. So hat eine zweigleisige Strecke eine im Vergleich zur Streckenlänge doppelt so hohe Gleislänge.

## Rechenbeispiel
Das Straßenbahnnetz einer kleinen Stadt besitzt zwei Linien. Beide Linien beginnen am Punkt A, fahren auf einer gemeinsamen Strecke 5 Kilometer bis zum Punkt B. Dort teilen sich die Fahrtstrecken der beiden Linien, Linie 1 fährt weitere 5 km bis zur Endstation am Punkt C, Linie 2  endet nach ebenfalls 5 km am Punkt D. Das gesamte Streckennetz ist zweigleisig, es gibt 1 km Depot- und Betriebsgleise ohne Linienverkehr.
Die Streckenlänge beträgt:
```
   5 km (A → B)  
+  5 km (B → C)
+  5 km (B → D)
-------
  15 km
```

Die Linienlänge beträgt:
```
  10 km (A → B → C, Linie 1)  
+ 10 km (A → B → D, Linie 2)  
-------
  20 km
```

Die Gleislänge beträgt:
```
  10 km (A → B, jeweils zweigleisig)  
+ 10 km (B → C, jeweils zweigleisig)
+ 10 km (B → D, jeweils zweigleisig)
+  1 km (Betriebsstrecken)
-------
  31 km
```